# Мельников Віталій В'ячеславович
Мельников Віталій В'ячеславович (рос. Мельников Виталий Вячеславович; 1 травня 1928, село Мазаново, Амурська область, РРФСР, СРСР — 21 березня 2022) — радянський і російський кінорежисер і сценарист. Заслужений діяч мистецтв РРФСР (1976). Народний артист РРФСР (1987). Лауреат ряду кінематографічних премій.
Кавалер орденів Трудового Червоного Прапора (1981), Пошани (2002) і «За заслуги перед Вітчизною» IV ступеня (2010) — за великий внесок у розвиток вітчизняного кінематографічного мистецтва і багаторічну творчу діяльність.

## Життєпис
У 1952 році закінчив Всесоюзний державний інститут кінематографії (майстерня С. Й. Юткевича і М. І. Ромма)
Після закінчення інституту зняв ряд документальних фільмів на Ленінградській кіностудії науково-популярних фільмів.
З 1964 року — режисер, а з 1966 року — режисер-постановник кіностудії «Ленфільм».
Дебютував як режисер-постановник у 1964 р. короткометражним фільмом «Барбос в гостях у Бобика» (у співавт. з Михайлом Шамковичем).
З 1989 року — художній керівник кіностудії «Голос» («Ленфільм»).
У 1995 році обраний секретарем Санкт-Петербурзької спілки кінематографістів.
Член опікунської ради Вищої школи режисерів і сценаристів в Санкт-Петербурзі.
Автор книги: «Жизнь. Кино». СПб.: БХВ-Петербург, 2011—386 стор.(рос.)

## Фільмографія
- Брав участь у багатьох документальних фільмах та телепередачах, присвячених кіно і діячам кіномистецтва.

### Режисер-документаліст
- «Народження картини» (1961)
- «Слово про Ломоносова» (1961)
- «Сторінки великого життя» (1961)
- «Микола Кибальчич» (1962)
- «З дна Чудського озера» (1964?)

### Другий режисер
- «День щастя» (1983)

### Режисер-постановник
- «Барбос в гостях у Бобика» (1964, к/м; у співавт. з Михайлом Шамковичем)
- «Начальник Чукотки» (1966)
- «Мама вийшла заміж» (1969)
- «Сім наречених єфрейтора Збруєва» (1970)
- «Здрастуй і прощай» (1972)
- «Ксенія, кохана дружина Федора» (1974)
- «Старший син» (1975, також, автор сценарію; за однойменною п'єсою Олександра Вампілова)
- «Одруження» (1977, також, автор сценарію; за однойменною п'єсою М. В. Гоголя)
- «Відпустка у вересні» (1979, також, автор сценарію; за мотивами п'єси Олександра Вампілова «Качине полювання»)
- «Два рядки дрібним шрифтом» (1981, також, співавт. сценарію; СРСР-НДР)
- «Унікум» (1983, також, співавт. сценарію з О. Житинським)
- «Чужа дружина і чоловік під ліжком» (1984, за мотивами однойменного оповідання Ф. М. Достоєвського)
- «Вийти заміж за капітана» (1985, картина знімалася в Дніпропетровську і Новомосковську)
- «Перша зустріч, остання зустріч» (1987)
- «Царське полювання» (1990, за однойменною п'єсою Леоніда Зоріна; СРСР—Італія—Чехословаччина)
- «Чіча» (1991)
- «Остання справа Вареного» (1994)
- «Царевич Олексій» (1997, також, автор сценарію; за сюжетом роману Д. С. Мережковського «Антихрист. Петро і Олексій»)
- «Місяцем був повний сад» (2000)
- «Бідний, бідний Павло» (2003, також, автор сценарію; за мотивами п'єси Д. С. Мережковського «Павло I»)
- «Агітбригада „Бий ворога!“» (2007, також, автор сценарію)
- «Прихильниця» (2012, також, автор сценарію)

## Фестивалі та кінопремії
- 1976 — МТФ «Злата Прага» (в Празі): 'Премія Інтербачення і Премія за найкращий сценарій у розділі драматичних творів, фільм «Старший син» (1975)
- 1982 — Всесоюзний кінофестиваль: Премія за режисуру, фільм «Два рядки дрібним шрифтом» (1981)
- 1993 — Конкурс професійних премій к/с «Ленфільм» і Ленінградського відділення СК: Премія ім. Г. Козинцева за найкращу режисуру, фільм «Остання справа Вареного» (1994)
- 1993 — Премія мера Санкт-Петербурга: фільм «Остання справа Вареного» (1994)
- 1997 — Кінофестиваль «Віват кіно Росії!» (в Санкт-Петербурзі): Приз за найкращу режисуру та Приз преси, фільм «Царевич Олексій» (1997)
- 1997 — КФ «Вікно в Європу» (у Виборзі): Головний приз за найкращий фільм і Приз «Підтримка в прокаті», фільм «Царевич Олексій» (1997)
- 1997 — КФ російських фільмів в Онфлері: Гран-прі, фільм «Царевич Олексій» (1997)
- 1998 — РКФ «Література і кіно» (в Гатчині): Спеціальний Приз журі, фільм «Царевич Олексій» (1997)
- 2000 — Конкурс професійних премій к/с «Ленфільм» «Мідний вершник»: Премія ім. Г. Козинцева за найкращу режисуру, фільм «Місяцем був повний сад» (2000)
- 2000 — Мінський міжнародний кінофестиваль «Листопад»: Приз за найкращу режисуру, фільм «Місяцем був повний сад» (2000)[2]
- 2000 — МКФ слов'янських і православних народів «Золотий витязь»: Приз «Золотий Витязь» за найкращий ігровий фільм, фільм «Місяцем був повний сад» (2000)
- 2003 — КФ «Амурська осінь» (в Благовєщенську): Премія за найкращу режисерську роботу, фільм «Бідний, бідний Павло» (2003)
- 2003 — Мінський міжнародний кінофестиваль «Листопад»: Приз за найкращу режисуру, фільм «Бідний, бідний Павло» (2003)
- 2004 — РКФ «Література і кіно» (в Гатчині): Приз Гільдії кінознавців і кінокритиків за найкращу режисуру та Гран-прі «Гранатовий браслет» — рос. „За мужество в подходе к трагически перекликающимся страницам русской истории“, фільм «Бідний, бідний Павло» (2003)
- 2006 — Кінофестиваль «Віват кіно Росії!» (в Санкт-Петербурзі): Спеціальний Приз «Немеркнуча глядацька любов»
- 2007 — МФ кінематографічних дебютів «Дух вогню»: Приз «За внесок в кінематографічне мистецтво»
- За фільм «Прихильниця» (2012) — премії[3]:
  - Лауреат премії уряду Санкт-Петербурга в області кіномистецтва за 2011 рік
  - Гран-прі — приз глядацьких симпатій за найкращий фільм 10-го Московського фестивалю вітчизняного кіно «Московська прем'єра» 2012 року
  - Головний приз «Гранатовий браслет» XVIII російського кінофестивалю «Література і кіно», Приз глядацьких симпатій імені Клари Лучко
  - II місце в конкурсі «Виборзький рахунок» XX фестивалю російського кіно «Вікно в Європу» (Виборг, 2012)
  - Спеціальний приз Виконавчого комітету СНД «Кіно без кордонів» за розвиток культурного співробітництва і зміцнення дружби між народами XIX Мінського міжнародного кінофестивалю «Лістапад» (Мінськ, 2012).
  - Приз глядацьких симпатій на Тижні російського кіно в Парижі (листопад 2012)
  - II премія в розділі «Ігрове кіно» Х Міжнародного фестивалю православного кіно «Покров» (Київ, 2012)[4]
- 2016 — Кінопремія «Ніка» за 2015 рік: Спеціальний приз Ради Академії «За видатний внесок у вітчизняний кінематограф» імені Олексія Германа[5]

### Номінації
- 2000 — XXII Московський кінофестиваль: Золотий святий Георгій (фільм «Місяцем був повний сад», 2000)